# Black Community Programmes
Black Community Programmes (BCM) var en del af Black Consciousness Movement i halvfjerdsernes Sydafrika. BCM bestod af blandt andet "bevidstheds"-undervisning og voksenundervisning, samt organiseringen af medicinske klinikker, alt sammen for sorte.
[kilde mangler]